# Johann Jakob Khisl von Kaltenbrunn
Johann Jakob Khisl von Kaltenbrunn, auch Hanns Jakob Khiesel von Kaltenbrunn; Jacob Khisel Graf zu Gottschee; Jacob Khißl Graf zu Cotsche; Hanns Jakob Khisl Graf von und zu Gottschee, Freiherr zu Kaltenbrunn und Gannowitz  (* 1565 oder 1564 in Schloss Kaltenbrunn an der Laibach (heute Schloss Fužine), Stadtbezirk Moste von Stadtgemeinde Ljubljana; † 1638 oder 1637 in Wien) war ein österreichischer Staatsmann unter Ferdinand II. Er war Mitglied des adeligen Hauses Khisl.

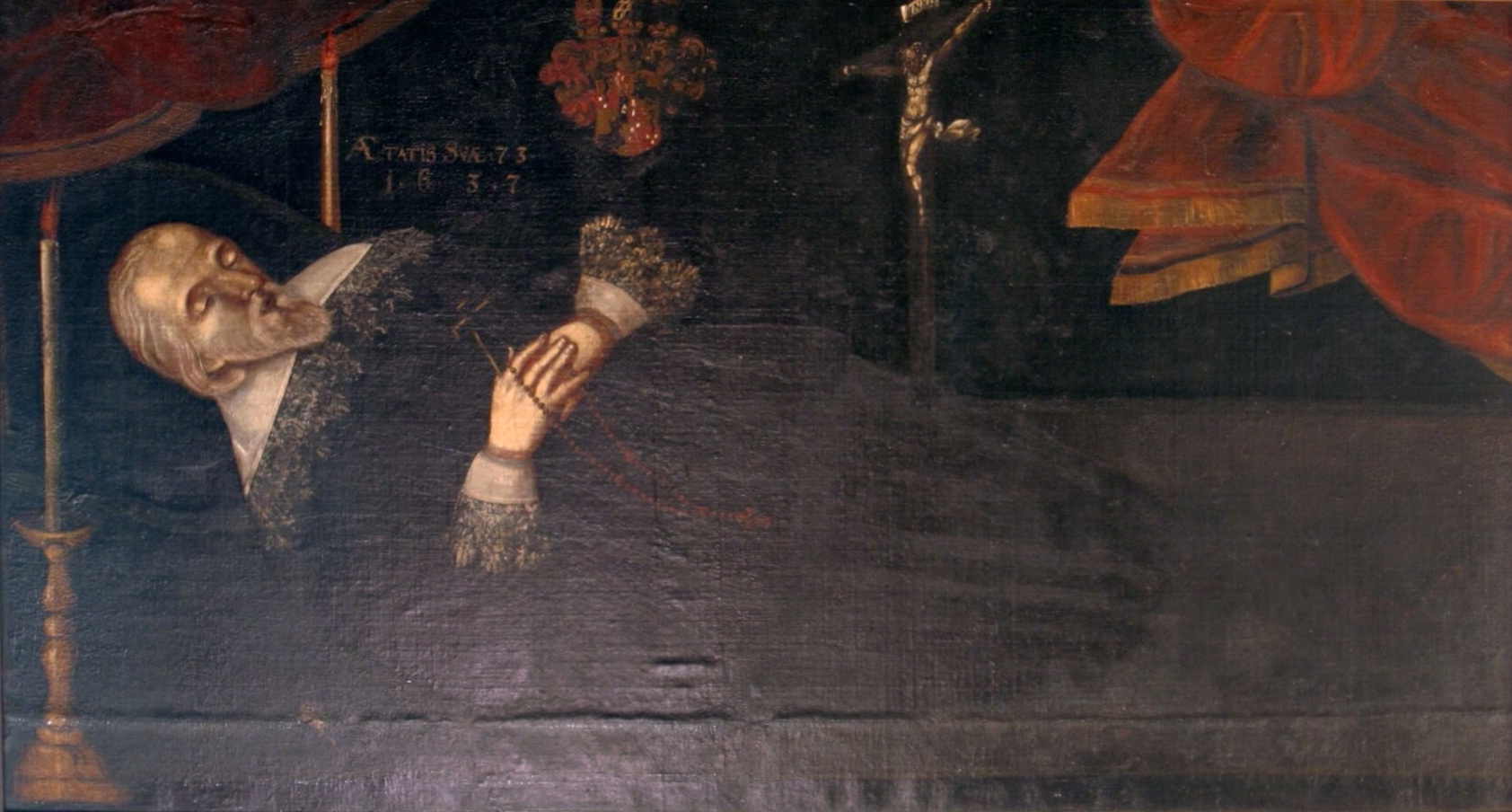
Jakob Khisl auf dem Totenbett, 1637

## Herkunft
Khisls Vater war der innerösterreichische Unternehmer und Hofkammerpräsident Johann Khisl von Kaltenbrunn, gestorben 1591, sein Großvater der Laibacher Bürgermeister Veit Khisl.

## Leben
Khisl war in der Jugend als Soldat tätig und brachten es bis zum Oberstleutenant. Anschließend wurde er österreichischer Staatsbeamter, anfänglich als Hofkriegsrat, dann Amtsverwalter des innerösterreichischen Hofkriegsrates in Graz, später aber als wirklicher geheimer Rath und Oberstkämmerer von Ferdinands II während dessen Zeit als Erzherzog von Innerösterreich. Im Jahr 1618 verkaufte ihm der Erzherzog die Herrschaft Gottschee in Krain und erhob, Kaiser geworden, ihn und seinen Bruder Karl 1622 zu Grafen von und zu Gottschee. Die Ehe mit Maria von Tannhausen, verwitwete Zwickel blieb kinderlos. Sein Stiefsohn, Georg Bartholomäus Zwickel, wurde von ihm adoptiert und nahm als Universalerbe den Namen Khisl an.
Jakob Khisl wurde in der Gruft der von ihm initiierten Kapuzinerkirche in Marburg (heute Maribor) begraben.

## Wappen

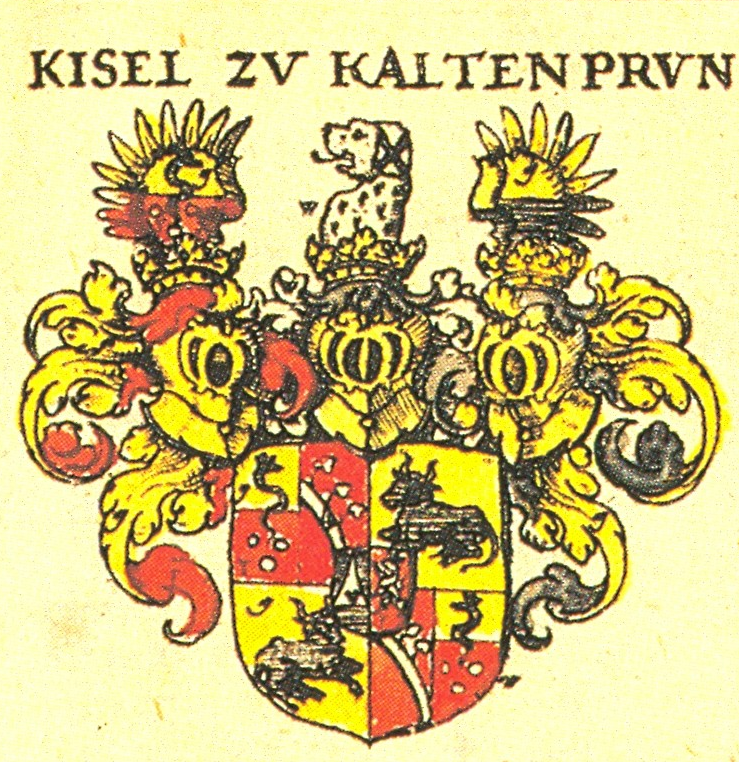
Wappen der 1590 in den Freiherrnstand erhobenen Khisl in Siebmachers Wappenbuch von 1605

Die Grafen Khisl führten als Wappen einen quadrierten Schild, belegt mit gespaltenem Herzschild, darin rechts in Blau ein aufrechtes silbernes Dreieck (Stammwappen der Khisl), links in Rot ein golden gekrönter silberner Löwe. 